# Diamant modest
El diamant modest (Aidemosyne modesta) és un ocell de la família dels estríldids (Estrildidae) i única espècie del gènere Aidemosyne Reichenbach, 1862.

## Hàbitat i distribució
Habita sabanes i boscos de ribera d'Austràlia oriental.